# Prong
Prong é uma banda americana de heavy metal formada na cidade de Nova Iorque em 1986. A banda é liderada pelo guitarrista/vocalista Tommy Victor, único membro do grupo que esteve lá desde o começo. Até o momento, eles lançaram 12 álbuns de estúdio (incluindo um álbum de covers), um álbum ao vivo, quatro EPs, um DVD e um álbum de remixes.
Prong teve dois lançamentos independentes, os álbuns Primitive Origins de 1987 e Force Fed de 1989, que chamaram a atenção da gravadora Epic Records, que assinou com a banda em meados de 1989. Seus dois primeiros álbuns pela Epic, o Beg to Differ (1990) e o Prove You Wrong (1991), foram lançados e foram aclamados pelas críticas e chamaram a atenção no Headbangers Ball da MTV, onde viraram constantes. O álbum da banda de 1994, intitulado Cleansing, também foi um sucesso, e incluiu uma de suas canções conhecidas "Snap Your Fingers, Snap Your Neck". Depois de lançar mais um álbum (o Rude Awakening em 1996), o Prong se separou em 1997, mas com a ajuda de Tommy Victor, se reformou em 2002 e continuou a fazer turnês e gravar desde então.

## História

### Começo (1986-1989)
A banda foi fundada em 1986 pelo cantor/guitarrista Tommy Victor (então engenheiro de som do clube de música CBGB de Nova York) e pelo baixista Mike Kirkland (porteiro do CBGB), que recrutou o ex-baterista do Swans , Ted Parsons, logo depois. Prong lançou independentemente um EP, o Primitive Origins, e um álbum de estúdio, intitulado de Force Fed, no final dos anos 1980, que se destacaram por seu som muito cru.

### Assinatura com grandes gravadoras e sucesso underground (1989–1995)
Prong assinou com a Epic Records em 1989. Seu álbum de estreia em uma grande gravadora, foi o Beg to Differ de 1990.
No ano seguinte, o baixista Kirkland deixou a banda e foi substituído pelo baixista Troy Gregory . Prong lançou seu quarto álbum, Prove You Wrong , que viu a banda experimentar programação e samples eletrônicos, mantendo uma sensibilidade agressiva, mas melódica.
Em 1994, Troy Gregory, o baixista que substituiu Kirkland, saiu da banda e foi substituído por Paul Raven e John Bechdel, ambos das bandas Killing Joke e Murder, Inc. A nova formação lançou Cleansing (quinto lançamento principal do Prong). Com uma leve influência do metal industrial, Cleansing continha canções que ainda são consideradas clássicas do Prong ("Broken Peace" e "Snap Your Fingers, Snap Your Neck") e foi o lançamento de maior sucesso do grupo até os dias atuais. Os videoclipes dessas duas músicas se tornaram recorrentes no Headbangers Ball da MTV . A banda fez uma turnê pelos Estados Unidos com Sepultura e Pantera que serviu de abertura para suas respectivas turnês Chaos AD (Sepultura) e Far Beyond Driven (Pantera). Eles também realizaram uma turnê europeia tendo Life of Agony e The Obsessed como bandas de abertura.

### Demise (1996–2002)
O quinto álbum do Prong, Rude Awakening, foi lançado em 1996. Ele entrou nas paradas como No. 107 e vendeu 10.000 unidades nos Estados Unidos em sua primeira semana. Apesar das boas vendas, a Epic Records liberou a banda de seu contrato três semanas após o lançamento do álbum. Pouco depois, Raven saiu antes de uma turnê de apoio ao Type O Negative e foi substituído por Rob "Blasko" Nicholson . Mike Riggs entrou mais tarde na guitarra para que Victor pudesse se concentrar mais nos vocais. Esta formação mais tarde se desfez, com Victor se juntando ao Danzig como guitarrista, e Ted Parsons se juntando ao Godflesh . Parsons também tocou com Jesu e fez turnê com Paul Raven em Killing Joke .

### Interim (2002–2006)
Em 2002, Victor reformou o Prong com o baixista Brian Perry ( Dirty Looks, Jake E. Lee ), o baterista Dan Laudo e o guitarrista Monte Pittman ( Madonna ). Em 2002, após uma turnê americana de 42 shows que foi gravada para um CD ao vivo ( 100% Live, Locomotive Music) Prong entrou em estúdio e gravou um novo CD intitulado Scorpio Rising que foi recebido com respostas mistas.
Victor tocou intermitentemente com Glenn Danzig de 1998 a 2005 no intervalo com o Prong. Seu objetivo final de tocar e escrever em um disco do Danzig foi alcançado com o Circle of Snakes em 2004.
Prong lançou um DVD de dois discos ao vivo em 2005, intitulado The Vault, que apresenta apresentações dos festivais Hulstsfred e With Full Force e também um show completo em Amsterdã. Este disco tem Brian Perry e Mike Longworth no baixo, já que Longworth substituiu Perry após sua saída em 2003. Dan Laudo deixou a banda em 2005 e a banda alistou Aaron Rossi, que atuava nas bandas Strife (Victory Records), Shelter (Century Media Records), John 5 (Shrapnel Records) e Ankla (Bieler Bros. Registros)
Victor e Raven se juntaram ao Ministry em 2005 para escrever e fazer uma turnê de divulgação de seu álbum de 2006, Rio Grande Blood . Os dois também aparecem no álbum seguinte do Ministry , The Last Sucker (2007), embora em uma capacidade mais limitada.

### Reforma (2007-presente)

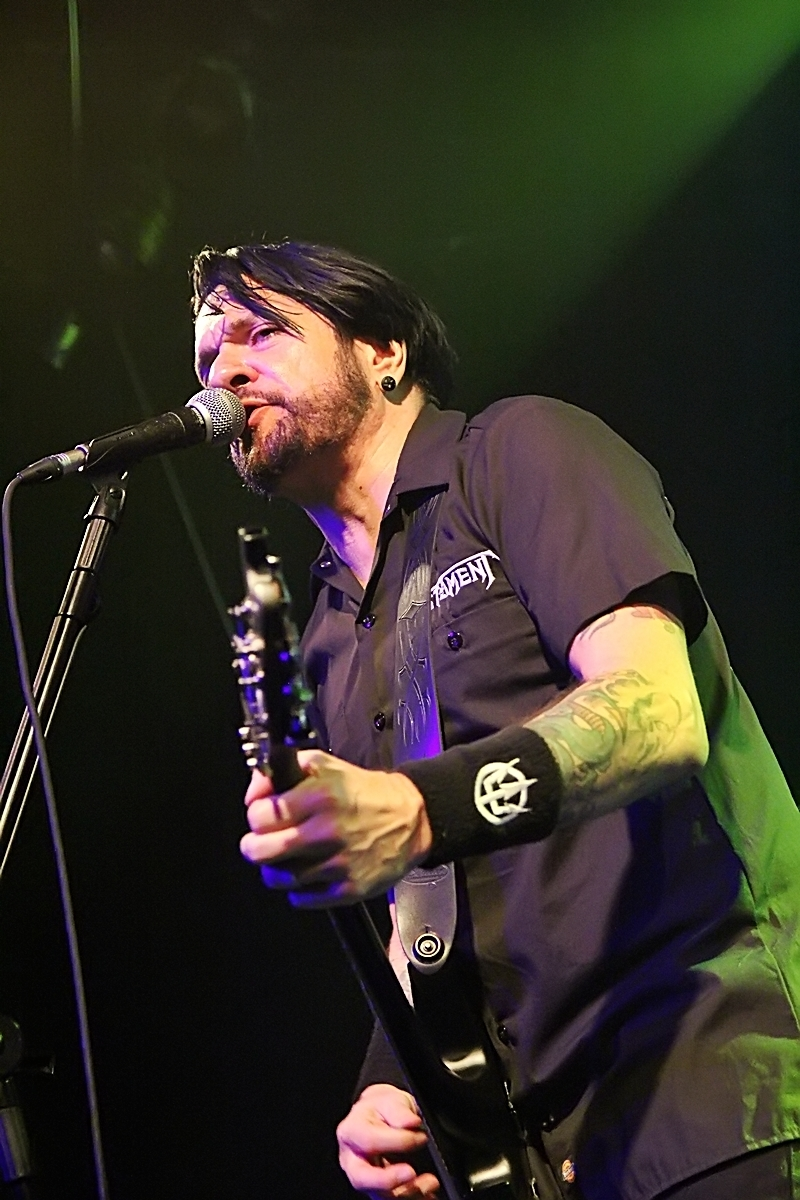
O vocalista Tommy Victor se apresentando em 2020

Em 2007, Prong assinou contrato com a 13th Planet Records de Al Jourgensen, que lançou Power of the Damager em 2 de outubro de 2007. A banda embarcou nas turnês "Slicing Across America" e "Slicing Across Europe" apoiando o álbum em 2007 e no início de 2008. Juntando-se a Tommy Victor para a turnê estavam Monte Pittman e o baterista Aaron Rossi ; o baixista Paul Raven morreu de ataque cardíaco enquanto dormia em 20 de outubro de 2007, aos 46 anos
Rossi se juntou ao Ministry como seu novo baterista no "C U LaTour", que começou em março de 2008.
Alexei Rodriguez e Tony Campos do Static-X estavam na escalação com Tommy apoiando o Soulfly na turnê "Blood Fire War Hate" no outono de 2009. Eles foram substituídos por Jason Christopher (baixo) em 2011 e Art Cruz (bateria) em 2012.
A banda abriu para o Fear Factory em sua turnê que terminou em 6 de junho de 2010. Prong lançou um novo álbum, o Carved into Stone, em 23 de abril de 2012, pela Long Branch Records/SPV . Foi produzido por Steve Evetts. A banda fez uma turnê como atração principal e com artistas como Crowbar nos Estados Unidos, e em maio de 2012 apresentou Beg to Differ em sua totalidade durante uma turnê de duas semanas na Europa.
No verão de 2013, a banda realizou uma extensa passagem por festivais europeus e como headliner. Também gravou um "Bootleg oficial" auto-lançado intitulado Unleashed in the West - Live in Berlin via Bandcamp.com .
Depois de passar novembro e dezembro de 2013 no estúdio, Prong lançou seu nono álbum, Ruining Lives, no Steamhammer/SPV em abril de 2014 e fez extensas turnês de divulgação. Blabbermouth.net chamou o álbum de "a libertação pessoal de Tommy Victor". O álbum foi produzido por Victor e mixado por Steve Evetts .
A banda iniciou uma segunda onda de turnês atrás de Ruining Lives em julho de 2014, com festivais europeus e shows principais. Eles também fizeram uma turnê na América do Norte, tanto como atração principal quanto como suporte para Overkill, seguido por uma turnê na Europa como suporte principal para Overkill em outubro e novembro.
Em 2015, a banda lançou o álbum de covers Songs from the Black Hole, seguido um ano depois por seu décimo primeiro álbum de estúdio X – No Absolutes . Outro álbum, Zero Days, foi lançado em 2017. Em 2017, no início de agosto, eles fizeram um show no Polish Woodstock Festival. O próximo lançamento de Prong foi o EP Age of Defiance, lançado em 29 de novembro de 2019. Eles também têm um novo álbum de estúdio completo em andamento.

## Estilo musical, influências e legado
Prong foi descrito como groove metal, metal industrial, thrash metal e crossover thrash, e é conhecido por combinar elementos de thrash metal, groove metal, e metal industrial. Emergindo da cena hardcore de Nova York, Prong (juntamente com bandas como Pantera, Sepultura e Machine Head) é uma das bandas do movimento groove metal dos anos 1990.
Prong citou Killing Joke e Chrome como influências. Eles influenciaram muitos músicos notáveis, como Jonathan Davis do Korn, Ryan Clark do Demon Hunter e Trent Reznor do Nine Inch Nails, bem como bandas como Pantera e White Zombie .

## Membros

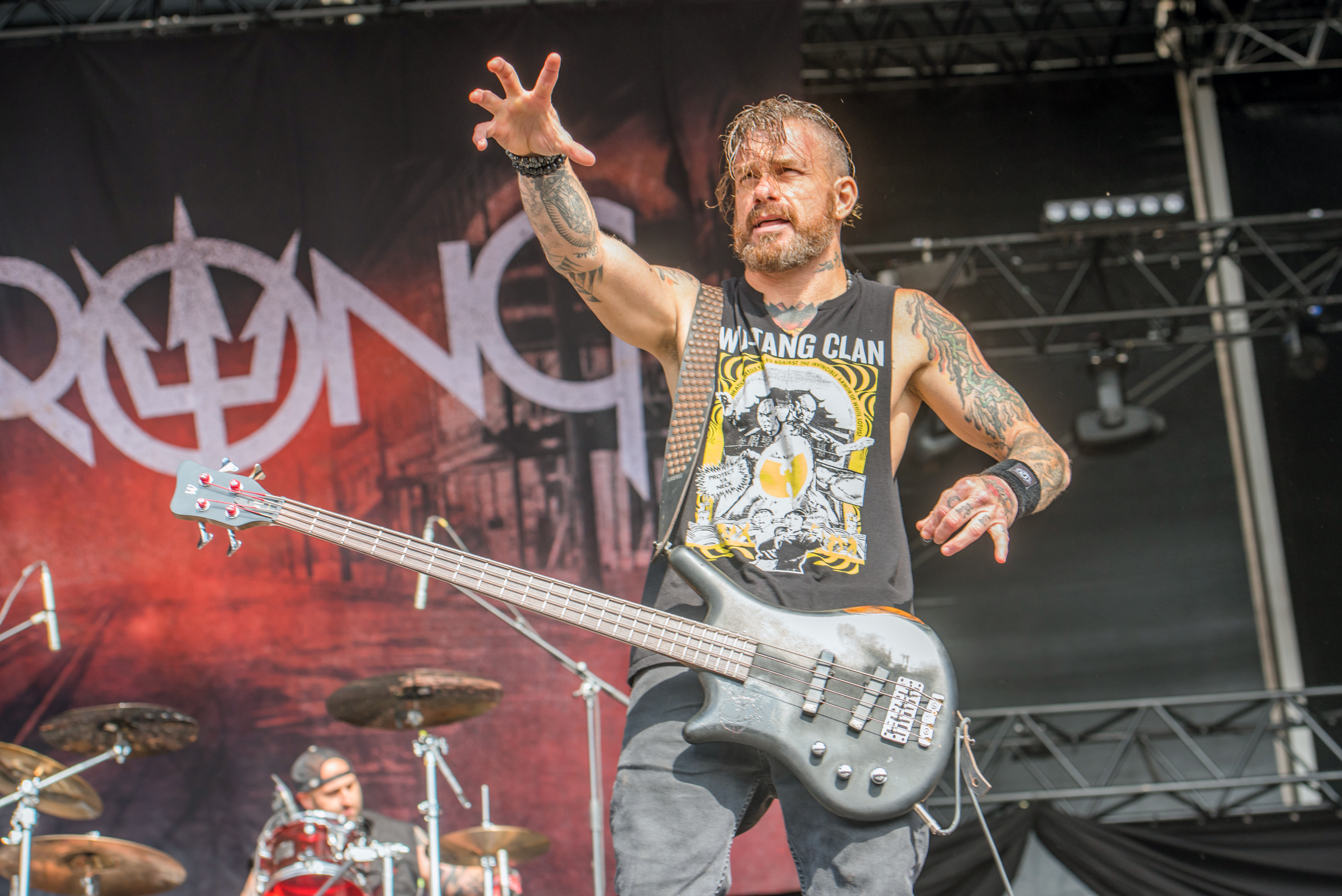
Baixista Jason Christopher em 2018

### Membros atuais
- Tommy Victor – guitarras, vocais principais (1986–presente)
- Jason Christopher – baixo, backing vocals (2012–2016, 2017–presente)
- Griffin McCarthy – bateria (2022–presente)
- Jason Bittner – bateria (tour europeu 2023)

### Membros antigos
- Ted Parsons – bateria (1986–1996)
- John Tempesta – bateria (1997)
- Dan Laudo – bateria (2002–2005)
- Alexei Rodriguez – bateria (2009–2013)
- Art Cruz – bateria (2014–2018)
- Aaron Rossi – bateria (2005–2009, 2018–2021)
- Mike Kirkland – baixo, vocal de apoio (1986–1990)
- Troy Gregory - baixo (1991-1993)
- Paul Raven – baixo (1993–1996; falecido em 2007)
- Rob "Blasko" Nicholson - baixo (1996)
- Frank Cavanagh – baixo (1997)
- Brian Perry – baixo (2002–2003)
- Monte Pittman – baixo (2002, 2006–2009), guitarras (2002, 2003–2006)
- Mike Longworth – baixo, backing vocals (2003–2006, 2016–2017)
- Tony Campos – baixo (2009–2012)
- Mike Riggs - guitarras (1996-1997)
- John Bechdel – teclados, programação (1993–1995)
- Charlie Clouser – teclados, programação (1995–1996)

### Ex-músicos ao vivo
- Joseph Bishara – teclados (1994)
- Vince Dennis – baixo (1996)
- Matthew Brunson – baixo (2012)
- Dave Pybus – baixo (2012)
- Fred Ziomek – baixo, backing vocals (2019–2020)

## Discografia
- Force Fed (1989)
- Beg to Differ (1990)
- Prove You Wrong (1991)
- Cleansing (1994)
- Rude Awakening (1996)
- Scorpio Rising (2003)
- Power of the Damager (2007)
- Carved into Stone (2012)
- Ruining Lives (2014)
- Songs from the Black Hole (2015)
- X – No Absolutes (2016)
- Zero Days (2017)